# Kulenur, Channagiri
Kulenur là một làng thuộc tehsil Channagiri, huyện Davanagere, bang Karnataka, Ấn Độ.